# Taifa Beja en Évora
De taifa Beja en Évora was een emiraat (taifa) in Portugal van 1144 tot 1150, toen het uiteindelijk werd veroverd door de Almohaden uit Marokko. De taifa bestond uit onder meer de steden Beja (Arabisch: Baja) en Évora (Arabisch: Yabura). Er is weinig bekend over deze taifa.

## Lijst van emirs
- Abu Mohammed Siddray ibn Wazir: 1144-1145
- Abu Walid Mohammed ibn al-Mundhir: ?
- Aan de Almohaden uit Marokko: 1150